# Rodney (Fernsehserie)
Rodney ist eine US-amerikanische Sitcom, die in den Vereinigten Staaten von 2004 bis 2006 auf ABC ausgestrahlt wurde. In Deutschland wird die Serie von RTL II gesendet.
Die Handlung ist in groben Zügen an das Leben des Hauptdarstellers Rodney Carrington, einem in den USA bekannten Komiker und Countrysänger, angelehnt. Rodney (in der Serie heißt er mit Nachnamen Hamilton) lebt mit seiner Frau Trina (Jennifer Aspen) und seinen Söhnen Jack und Bo (Robert) in Tulsa, Oklahoma, wo er versucht, sich ein Leben als Stand-Up-Comedian aufzubauen. Weitere Figuren sind sein bester Freund Barry Martin (Nick Searcy) und Trinas Schwester Charlie (Amy Pietz), die eine Affäre mit Gerald Bob (Jon Reep), dem leicht dämlichen Ortspolizisten, hat.

## Besetzung

### Hauptfiguren
| Schauspieler/in   | Figur                    | Synchronsprecher |
| ----------------- | ------------------------ | ---------------- |
| Rodney Carrington | Rodney Leslie Hamilton   | Sascha Rotermund |
| Jennifer Aspen    | Trina Elizabeth Hamilton | Traudel Sperber  |
| Nick Searcy       | Barry Martin             | Achim Schülke    |
| Amy Pietz         | Charlie Woodward         | Eva Michaelis    |
| Oliver Davis      | Jack Hamilton            | Lukas Bialluch   |
| Matthew Josten    | Robert "Bo" Hamilton     | Flemming Stein   |

### Nebenfiguren
| Schauspieler/in  | Figur          | Synchronsprecher   |
| ---------------- | -------------- | ------------------ |
| Mac Davis        | Carl           | Eberhard Haar      |
| Geoffrey Pierson | Dale Hamilton  | Bernd Stephan      |
| Jon Reep         | Gerald Bob     | Konstantin Graudus |
| Karen Austin     | Patsy Hamilton | Beate Hasenau      |
| Regan Burns      | Gary           | Stefan Fredrich    |